# Marc Vervenne

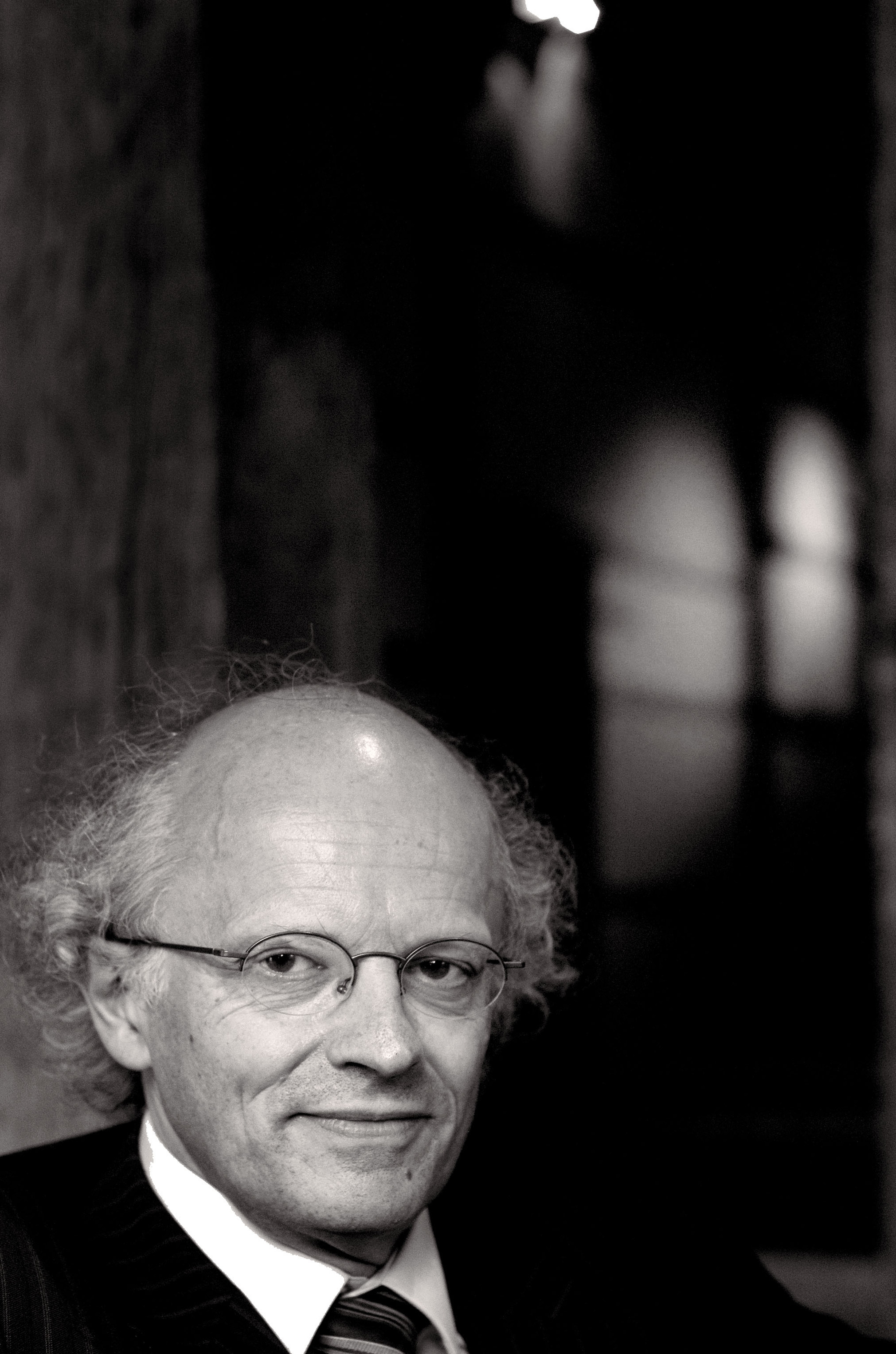
Marc Vervenne (2008).

Marc Vervenne (Ieper, 16 april 1949) is een Vlaamse theoloog. Van 2005 tot 2009 was hij rector van de Katholieke Universiteit Leuven.

## Levensloop
Marc Vervenne studeerde aan de Katholieke Universiteit Leuven. Hij werd achtereenvolgens baccalaureus in de theologie (1976), kandidaat in de Bijbelse filologie (1976), kandidaat in de oosterse filologie en geschiedenis (1977), licentiaat in de Theologie (1978) en doctor in de theologie (1986). In 1992 werd hij hoogleraar (later gewoon hoogleraar) aan de onderzoekseenheid Bijbelwetenschap. Het onderzoek en onderwijs van Vervenne, specialist in het Oude Testament, betrof de Oud-Hebreeuwse taal- en letterkunde, in het bijzonder oudtestamentische studies, met als focussen tekstkritiek van de Hebreeuwse Bijbel, redactiegeschiedenis van de Pentateuch en studie van het werkwoordelijke systeem van het Hebreeuws. Hij vervulde gasthoogleraarschappen in Rijsel en Kinshasa.
Van 1996 tot 2000 was hij decaan van de faculteit Theologie en Religiewetenschappen en van 2000 tot 2005 vicerector Humane Wetenschappen. Van augustus 2005 tot juli 2009 was hij rector van de KU Leuven; hij was daarmee de opvolger van André Oosterlinck. Op 3 december 2008 besliste de Inrichtende Overheid van de KU Leuven zijn mandaat niet te verlengen. Op 1 augustus 2009 nam vicerector Mark Waer zijn functie over.
Vervenne is of was ook:
- voorzitter van het Fonds voor Wetenschappelijk Onderzoek - Vlaanderen (2006-2007)
- voorzitter van de Vlaamse Interuniversitaire Raad (2007-2009)
- ondervoorzitter van de Internationale Federatie van Katholieke Universiteiten (2007-2010)
- ondervoorzitter van het Vlaams Instituut voor Biotechnologie (2007-2010)
- lid van de raad van bestuur van IMEC (2005-2010)
- voorzitter van Matrix [Centrum voor Nieuwe Muziek] (2005-heden)
- voorzitter van de Adviesraad Hollands College (2011-heden)
- president-beheerder van het universitaire woonerf Groot Begijnhof
- lid van de raad van bestuur van het Koninklijk Hoger Instituut voor Defensie (2008-2021)
- lid van de raad van bestuur van de Leuvense Universitaire Medische Ontwikkelingssamenwerking
- lid van de raad van bestuur van de Alamire Foundation
- voorzitter van de Vlaamse Unesco Commissie (2010-2022)
- voorzitter van de Stichting Hubi & Vinciane
- voorzitter van het Huelgas Ensemble
- lid van de raad van bestuur van de Universiteit van Bukavu (Congo-Kinshasa)

Marc Vervenne is gehuwd met Christine De Roo; samen hebben ze drie kinderen: Hannes (1978), Hilke (1980) en Bastiaan (1983).

## Publicatie
- Marc Vervenne en Adelbert Denaux, Synopsis van de eerste drie evangeliën, Vlaamse Bijbelstichting, 1989 - Leuven, D/1989/0095/12.